# Portilla (Alava)
Pour les articles homonymes, voir Portilla.

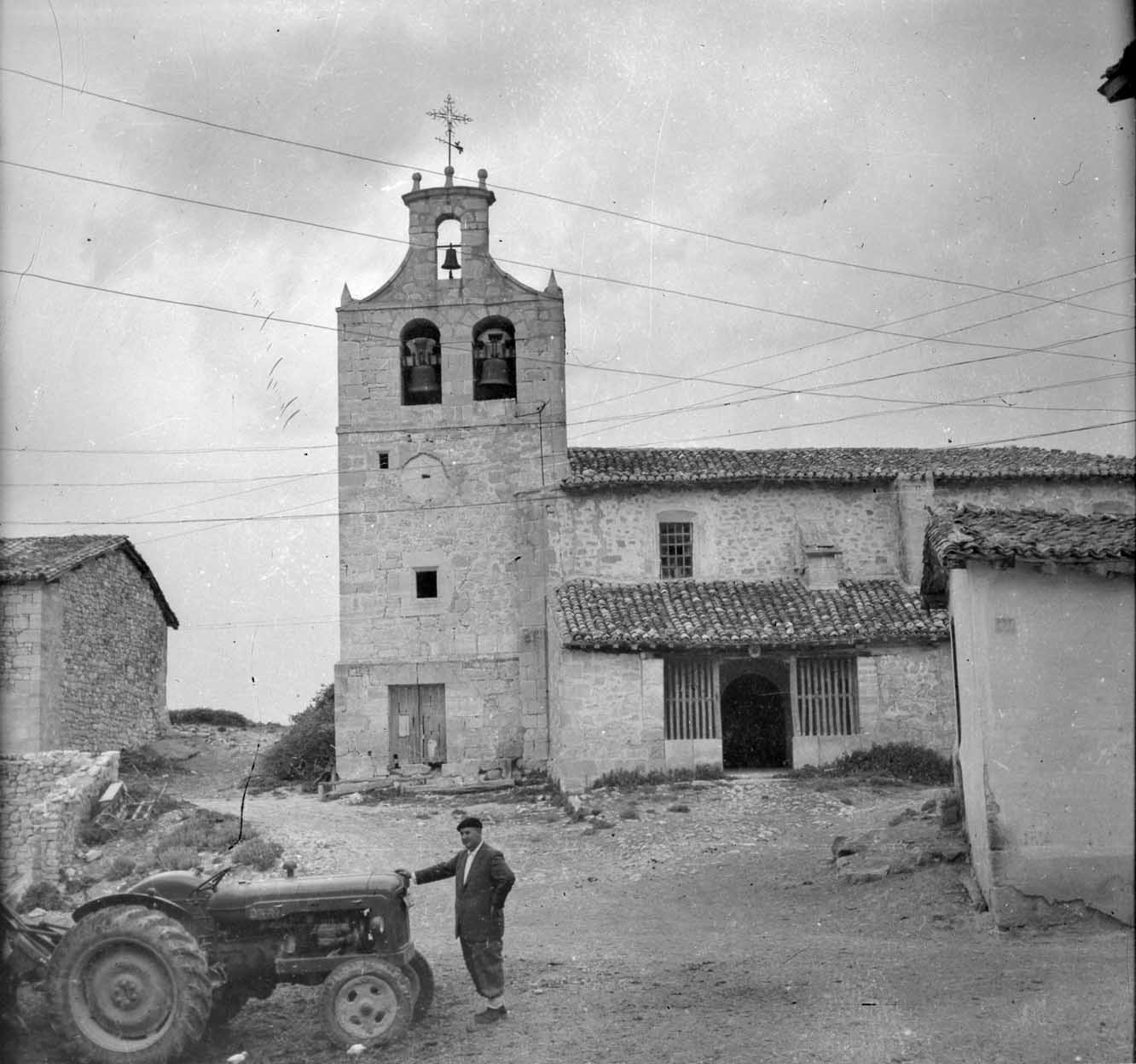
Portilla-Zabaleta en 1956

Portilla en espagnol ou Zabalate en basque est une commune ou une contrée appartenant à la municipalité de Zambrana dans la province d'Alava, située dans la Communauté autonome basque en Espagne.